# Liste von Bergen und Erhebungen in Dschibuti
Folgend eine Liste von Bergen und Erhebungen in Dschibuti:
| Höhe   | Name             | Region            | Koordinate            | Bemerkung        |
| ------ | ---------------- | ----------------- | --------------------- | ---------------- |
| 2028 m | Mousa Alli       | Tadjoura; Eritrea | 12° 28′ N, 042° 24′ O | höchste Erhebung |
| 1694 m | Mêgo Aroug       | Tadjoura          | 11° 50′ N, 042° 15′ O |                  |
| 1463 m | Karmiseyna       | Tadjoura          | 12° 28′ N, 042° 25′ O |                  |
| 1382 m | Agôgittou        | Tadjoura          | 11° 56′ N, 042° 54′ O |                  |
| 1360 m | Kousra           | Tadjoura          | 11° 56′ N, 042° 53′ O |                  |
| 1323 m | Data San         | Dikhil            | 11° 45′ N, 042° 04′ O |                  |
| 1306 m | ‘Ambaro          | Tadjoura          | 11° 56′ N, 042° 52′ O |                  |
| 1289 m | Sôfe             | Ali Sabieh        | 11° 04′ N, 042° 42′ O |                  |
| 1226 m | Sîḏa             | Tadjoura          | 12° 01′ N, 042° 52′ O |                  |
| 1209 m | Masguid Amo      | Dikhil (Region)   | 11° 45′ N, 042° 04′ O |                  |
| 1130 m | As Allelé        | Tadjoura          | 12° 00′ N, 042° 53′ O |                  |
| 1126 m | ‘Asa ‘Ale        | Dikhil (Region)   | 11° 45′ N, 042° 04′ O |                  |
| 1119 m | Dakkari          | Tadjoura          | 12° 00′ N, 042° 44′ O |                  |
| 1126 m | ‘Asa Dâba        | Dikhil (Region)   | 11° 46′ N, 042° 03′ O |                  |
| 1099 m | Marmourta        | Tadjoura          | 12° 00′ N, 042° 52′ O |                  |
| 0922 m | Koulâmalé        | Dikhil            | 11° 04′ N, 042° 31′ O |                  |
| 0866 m | Data San         | Dikhil            | 11° 37′ N, 042° 05′ O |                  |
| 0815 m | Gôdirré          | Dikhil            | 11° 25′ N, 042° 50′ O |                  |
| 0700 m | Maygayraba       | Dikhil            | 12° 29′ N, 042° 56′ O |                  |
| 0602 m | Aïrellâyé        | Dikhil            | 11° 30′ N, 042° 43′ O |                  |
| 0517 m | ‘Ado‘ale         | Dikhil            | 12° 30′ N, 042° 56′ O |                  |
| 0449 m | ‘Asâro           | Dikhil            | 12° 30′ N, 042° 55′ O |                  |
| 0449 m | Gaouaidlé        | Tadjoura          | 12° 01′ N, 042° 29′ O |                  |
| 0332 m | Koulâmalé (Arta) | Tadjoura          | 11° 28′ N, 042° 58′ O |                  |